# Giulio Catoni
Giulio Catoni (Trento, 6 settembre 1869 – Trento, 19 ottobre 1950) è stato uno scienziato italiano del XX secolo che ha dedicato la sua vita alla ricerca e alla sperimentazione nel settore agronomico.
È stato presidente dell’Istituto agrario di San Michele all’Adige dal 1946 al 1949.

## Biografia

### I primi anni
Giulio Catoni nacque a Trento il 6 settembre del 1869 da una famiglia benestante, il nonno era un medico e il padre, Matteo Luigi, aveva sposato la baronessa Ottilia Lichtensturn.
Ottenne la maturità classica al Ginnasio Liceo di Trento. Proseguì gli studi diplomandosi come enotecnico all'Istituto agrario di San Michele all'Adige nel 1893; frequentò corsi di viticoltura ed enologia presso gli Istituti Agrari di Klosterneuburg e Geissenheim. Allargò il suo bagaglio di ricercatore tecnico frequentando gli Istituti botanici di Vienna, Bonn e Berlino. Successivamente perfezionò la sua preparazione nelle Reali scuole di viticoltura ed enologia di Alba e Conegliano, nelle Scuole Agrarie nazionali di Montpellier e Bordeaux e all'Istituto “Pasteur” di Parigi.
Dal 1890 al 1900, ancora giovanissimo, diresse l'azienda vitivinicola Fontanafredda dei conti Mirafiori ad Alba. Lì ebbe l'opportunità di dedicarsi alla ricerca e alla sperimentazione nel campo viticolo ed enologico, pubblicando studi e analisi sull'uso dei fermenti in enologia, sull'influenza delle precipitazioni sull'uva, sulla concimazione chimica, sulle operazioni colturali della vite.
Nel 1901 tornò a Trento per dirigere la “Società enologica trentina”, la più importante cantina sociale dell'anteguerra. Si dimise nel 1910 per diventare Conservatore della sezione fitopatologica e promotore dell'Osservatorio per le malattie delle piante presso il Museo di Storia naturale di Trento.
In quegli anni pubblicò i suoi lavori sull'influenza delle gelate invernali sulle viti, sulla cocciniglia, sulla difesa contro la tignola dell'uva. Nel 1913 uscì il “Manuale pratico di Enologia”, di carattere divulgativo, che si proponeva di fornire mezzi di conoscenza ai produttori trentini, fortemente ancorati ai metodi tradizionali.
Nel 1905 sposò la nobildonna Pia de Trentini, figlia di un Cavaliere Aulico dell'Impero e di una de Mersi. Dal matrimonio non nacquero figli, anche se i due coniugi adottarono un nipote che ne divenne l'erede.
Nel 1906 venne insignito prima della carica di Segretario della sezione trentina della Lega Nazionale, presieduta da Antonio Tambosi, e poi presidente. Anche se con l'ingresso dell'Italia nella prima guerra mondiale si dimise, venne ugualmente internato a Natzweiler, a Salisburgo, dove rimase per quasi tre anni. Dopo la guerra partecipò alla ricostruzione e allo sviluppo dell'agricoltura trentina.

### Dal 1918 alla fine della seconda guerra mondiale
Nel 1918 fu nominato presidente dell'Agricoltura del Consiglio provinciale facendo ripartire l'intero settore agricolo, coinvolgendo tutte e tre le sezioni del Consiglio, cioè l'Istituto bacologico, il Vivaio Viticolo e l'Azienda Agraria di San Michele.
Nell'ottobre del 1921 re Vittorio Emanuele III visitò la sede del Consiglio e Catoni lo accolse ringraziandolo per l'unione del Trentino con l'Italia.
Nel settembre 1924 a Trento con l'organizzazione dell'Esposizione Nazionale di frutta e uve da tavola e il Congresso nazionale pomologico il Consiglio ebbe il suo periodo più florido. I due eventi segnarono il ritorno del Trentino alla normalità dopo la guerra.
Nel 1920 concluse un suo saggio su “I danni della guerra e l'agricoltura trentina”, incitando le associazioni economiche a cooperare e a risollevare il settore nonostante “la lentezza inspiegabile del soccorso e della ricostruzione”, “perché le energie del Trentino, grandi e immense come grande e immensa è la sua anima italiana, abbiano a trovare il loro sviluppo massimo in uno sforzo di lavoro proficuo e di pace. E l'alba della libertà sarà alba di promessa.”
Nel 1920 il Re d'Italia gli conferì il titolo di Cavaliere dell'ordine della Corona d'Italia, quattro anni dopo venne “promosso” Commendatore della Corona d'Italia, per “l'attività benefica di studioso e di organizzatore del Consiglio agrario Provinciale” e “la costante fede nella rinascita del Trentino”.
All'inizio del 1925 il fascismo riformò l'istituzione dei Consigli agrari provinciali, trasformandoli in organi decentrati dell'azione dello Stato in campo agricolo, e Catoni fu confermato Presidente. Pochi mesi dopo si dimise sia dalla carica di Presidente del Consiglio dell'agricoltura sia da quella di presidente della Cattedra Ambulante di Agricoltura, per via dei contrasti con i gerarchi fascisti trentini del tempo. Durante il periodo fascista si ritirò dalla vita pubblica, continuando le ricerche presso il Museo di Storia naturale.
Nel 1929 il periodo di grande depressione economica portò Catoni a specializzarsi e a occuparsi prevalentemente del controllo delle patate da seme e dei vivai di viti in relazione alle “malattie della degenerazione infettiva”. Nel suo laboratorio, i campioni di tralci, presi dai vivaisti trentini, venivano esaminati per eliminare le viti affette da malattie. Fu il primo a catalogare le caratteristiche delle varietà delle uve trentine. Contribuì anche al rilancio del frumento. Nella seconda metà degli anni venti vennero pubblicati i volumi sulle patologie legate alla vite, al pero, al melo, al ciliegio e al gelso.
Nello stesso periodo, Catoni ereditò terreni e immobili a Mattarello e Campotrentino (Trento).
L'attività che lo rese famoso a livello nazionale fu lo studio dei problemi della patata, coltivazione che era di particolare rilievo nelle zone di montagna.
Nel 1935 tenne una relazione sulla “degenerazione della patata” al “Primo convegno nazionale per l'incremento della produzione di patate”, a Como, in cui presentò delle innovative direttive sulle produzioni immuni da quegli afidi che ne provocano le malattie. 
L'interesse della patata era legato, oltre che a ragioni scientifiche, alla sua preoccupazione per la difficile situazione socio-economica in cui versava la provincia di Trento in periodo di autarchia. Intuì come fosse molto importante la coltivazione delle patate nelle zone di montagna.
Nello stesso anno presentò all'Accademia Roveretana degli Agiati Giuseppe Salvatore Candura, entomologo, direttore dell'Osservatorio Fitopatologico di Bolzano. 
Dal 1936 al 1949 tenne undici corsi di formazione per tecnici controllori di patate, creando così una rete di divulgatori e controllori che operavano nelle valli trentine per diffondere la coltura e le buone pratiche di coltivazione, sperimentando le nuove tecniche di difese nei campi dimostrativi delle Viote sul Monte Bondone. L'organizzazione trentina verrà mutuata dal Ministero della Agricoltura che la riproporrà sul territorio nazionale a partire dal 1939, riconoscendo Catoni come propulsore e massima autorità in materia.
Si occupò di micologia e fu uno stretto collaboratore dell'abate Giacomo Bresadola nonché membro attivo del Comitato per l'Enciclopedia micologica, a cui contribuì anche con alcune sue illustrazioni.
Durante la seconda guerra mondiale, un bombardamento che colpì il  Museo di Storia Naturale distrusse la maggior parte del materiale da lui accumulato in molti anni di ricerca e studio, soprattutto quello riguardante le conseguenze delle gelate sulla vite. 
Decise di pubblicare in vita soltanto una piccola parte delle osservazioni scientifiche e sperimentali che aveva riunito in decenni di lavoro. Raccolse, inoltre, numerosissime fotografie e finì per possedere quella che ai tempi era la miglior collezione italiana di malattie della patata.
Nel complesso periodo iniziato con la sconfitta del nazismo, il ritorno della democrazia e i progetti per l'autonomia del Trentino, Catoni era ormai giunto a un'età in cui avrebbe potuto riposarsi. Si rimise invece a disposizione della sua terra e si accinse ad affrontare la sua ultima fatica: accettò nell'autunno del 1946 la presidenza dell'Istituto Agrario di San Michele. In quest'ultimo operava con grande successo come innovatore nel campo della genetica Rebo Rigotti, che in quegli anni progettò anche l'Osservatorio meteorologico.
La scuola al tempo aveva pochi iscritti, sia perché si chiedeva la conoscenza della lingua tedesca, sia per l'aumento del costo delle rette per i convittori.
Catoni mantenne il collegamento con le autorità centrali, recandosi spesso a Roma, e continuò a dirigere il “Centro studi sulla patata” del Ministero dell'agricoltura. Inoltre in quegli anni partecipò alla vita politica della città di Trento in qualità di consigliere comunale. Ebbe il privilegio di ricevere due lauree “honoris causa” in scienze agrarie. La prima gli fu conferita nel 1947 dall'Università di Pisa, proprio dall'allora rettore prof. Enrico Avanzi, ex direttore dell'istituto Agrario e grande estimatore di Catoni; la seconda l'anno successivo dall'Università di Firenze.

### Il dopoguerra
Nel 1949, al compimento dell'ottantesimo anno di età, si dimise dalla carica di Presidente del “Centro studi patata” e, qualche mese dopo, anche dal Consiglio di Amministrazione dell'Istituto. Morirà l'anno dopo nel 1954. La sua scomparsa avrà larga eco nel Paese e anche in molti centri culturali stranieri. Il prof. Enrico Avanzi fu incaricato nell'occasione delle onoranze funebri svoltesi a San Michele di tenere la commemorazione ufficiale.
La laboriosa opera di una vita intera lo ha reso uno dei trentini più illustri di sempre, anche se non tra i più celebrati
Agì sempre in nome della curiosità scientifica e con l'obiettivo di apportare benefici sia alle coltivazioni sia alle popolazioni
Sempre schivo e riservato, tra le sue doti personali risaltano l'umiltà e la sua tendenza a evitare i clamori mediatici, gli onori e le gratificazioni pubbliche, che comunque ricevette.
Inoltre, ebbe il pregio di trasmettere la sua esperienza a molti giovani collaboratori, spesso diplomati all'Istituto Agrario, che nel secondo dopoguerra proseguiranno nel solco della sua opera. Come pochi, seppe coniugare l'impegno civile delle istituzioni con l'interesse scientifico e l'amore per il progresso.
Nel 1949, al compimento dell'ottantesimo compleanno di età, si dimise dalla carica di Presidente del “Centro studi patata” e, qualche mese dopo, anche dal Consiglio di Amministrazione dell'Istituto. 
La sua non fu una Presidenza che non lasciò il segno, ma permise all'Istituto di mantenere un “nome” in un periodo in cui tutto era in discussione, compresa la sopravvivenza dall'ente stesso.

## Opere
- Giulio Catoni, Malattie e degenerazioni della patata, Trento, Saturnia, 1935.
- Giulio Catoni, Manuale pratico di enologia con speciale riguardo alle condizioni viticole e vitivinicole delle regioni italiane dell’Austria, Trento, Giovanni Zippel, 1913.
- Giulio Catoni, La patata norme per la coltivazione conservazione e rigenerazione, Trento, Saturnia, 1937.
- Giulio Catoni, Conservazione delle patate, Trento: Saturnia, Ramo Editoriale degli Agricoltori, 1938.